# Pád Kábulu (2001)
Pád Kábulu v roce 2001 se odehrál během války v Afghánistánu. Síly Severní aliance začaly útočit na město 13. listopadu a proti silám Tálibánu, které byly silně oslabeny americkými a britskými nálety, udělaly rychlý pokrok. Postup se odehrával lépe než bylo očekáváno a další den síly Severní aliance (podporované ODA 555) vstoupily do Kábulu. Uvnitř města se nesetkaly s žádným odporem. Síly Tálibánu se stáhly do Kandaháru na jihu.
Spolu s pádem Mazár-e-Šaríf o pět dní dříve bylo dobytí Kábulu významnou ranou pro tálibánskou kontrolu Afghánistánu.
V důsledku všech ztrát přeživší členové Tálibánu a Al-Káidy ustoupili směrem ke Kandaháru, duchovnímu rodišti a domovu hnutí Tálibán, a k Tóra Bóra.